# Garnati Ensemble
Garnati Ensemble es una agrupación musical de cámara española, fundada en la ciudad de Granada en el año 2005 por los hermanos Pablo (violín) y Alberto Martos (violonchelo).

## Historia
La formación fue creado con el objetivo de fomentar y desplegar la práctica camerística mediante la interpretación conjunta con oros intérpretes. De esta forma, el grupo se organiza en torno a los hermanos Martos —que constituyen el núcleo duro del mismo—, presentando una configuración abierta que varía en función de los requerimientos de cada programa. Esto les ha llevado a ofrecer conciertos con prestigiosos intérpretes que, puntualmente, se han integrado en el conjunto, como el violonchelista Lluís Claret, el violista Yuval Gotlibovich, el clarinetista Michel Lethiec o los pianistas Ángel Jábega, Tommaso Cogato, Natalia Pegarkova o Josu Okiñena, entre otros grandes maestros.
Desde su fundación, han participado en importantes ciclos musicales, como el Festival Internacional de Música y Danza de Granada, Festival Internacional de Santander, Festival Bach de Barcelona, Festival de Música Clásica de Lanzarote, Festival de Segovia, Quincena Musical de San Sebastián, Fundación Juan March o Festival de Música de Morelia (México), actuando en salas tan prestigiosas como Auditorio Manuel de Falla de Granada, Teatros del Canal de Madrid, Auditorio Miguel Delibes de Valladolid o Teatro Principal de Mahón. Entre sus actuaciones, destaca el concierto ofrecido en 2007 en la sede de la Organización de las Naciones Unidas, en Nueva York, con motivo del Día de los Derechos Humanos.
En el año 2013, se creó la Temporada de conciertos Garnati, codirigida por los hermanos Martos, en la que participaron algunos de los más grandes intérpretes tanto ofreciendo conciertos como impartiendo clases magistrales. Ese mismo año, Garnati Ensemble protagoniza el documental The Healing Notes, dirigido por Amparo Mendo y producido por Mercedes Milá, galardonado en 2014 con una mención de honor en el Festival "Voces contra el Silencio" (México) y con el premio a la mejor producción de documental de cine en el festival Black International Cinema Berlin (Alemania). En 2013, os hermanos Martos reciben también el Premio Andalucía Joven a la Solidaridad.
Su producción discográfica, muy elogiada por la prensa, abarca hasta el momento dos álbumes. El primero, Germán Álvarez Beigbeder: Música de cámara, recoge la integral de producción camerística del compositor —incluyendo algunas piezas inéditas— y es el resultado del trabajo de investigación desarrollado por el musicólogo Francisco Giménez; fue publicado en 2009 en una coproducción de la Universidad de Granada y el Centro de Documentación Musical de Anadalucía. El segundo disco, titulado J. S. Bach: The Goldberg Variations. Playing Goldberg y publicado en el sello Sony Classical, vio la luz en 2012 y contiene la transcripción original de las Variaciones Goldberg para trío de cuerda (violín, viola y violonchelo) que efectuó Garnati Ensemble, cuyas partituras fueron editadas posteriormente por Unión Musical; este álbum ha tenido una acogida absolutamente extraordinaria tanto por parte del público como de la crítica y la prensa especializada. Además, han realizado grabaciones para Radio Televisión Española.

## Galardones
- 2008 - Concurso Nacional de Música de Cámara de Lucena. Primer premio
- 2013 - Premio Andalucía Joven a la Solidaridad

## Discografía
- 2009 - Germán Álvarez Beigbeder: Música de cámara; Pablo Martos (violín), Alberto Martos (violonchelo) y Ángel Jábega (piano) (Universidad de Granada-Centro de Documentación Musical de Andalucía)
- 2012 - J. S. Bach: The Goldberg Variations. Playing Goldberg; Pablo Martos (violín), Yuval Gotlibovich (viola) y Alberto Martos (violonchelo) (Sony Music)